# Tariona gounellei
Tariona gounellei är en spindelart som beskrevs av Simon 1902. Tariona gounellei ingår i släktet Tariona och familjen hoppspindlar. Inga underarter finns listade i Catalogue of Life.